# Sengakuji (métro de Tokyo)
Sengakuji (泉岳寺駅, Sengakuji-eki) est une station du métro de Tokyo sur la ligne Asakusa dans l'arrondissement de Minato à Tokyo. Elle est exploitée par le Bureau des Transports de la Métropole de Tokyo (Toei).

## Situation sur le réseau
La station Sengakuji est située au point kilométrique (PK) 6,9 de la ligne Asakusa. Elle marque également le début de la ligne principale Keikyū.

## Histoire
La station a été inaugurée le 21 juin 1968.

## Services aux voyageurs

### Accès et accueil
La station est ouverte tous les jours.
En moyenne, 200 276 voyageurs ont fréquenté quotidiennement la station en 2015.

### Desserte
- Ligne principale Keikyū :

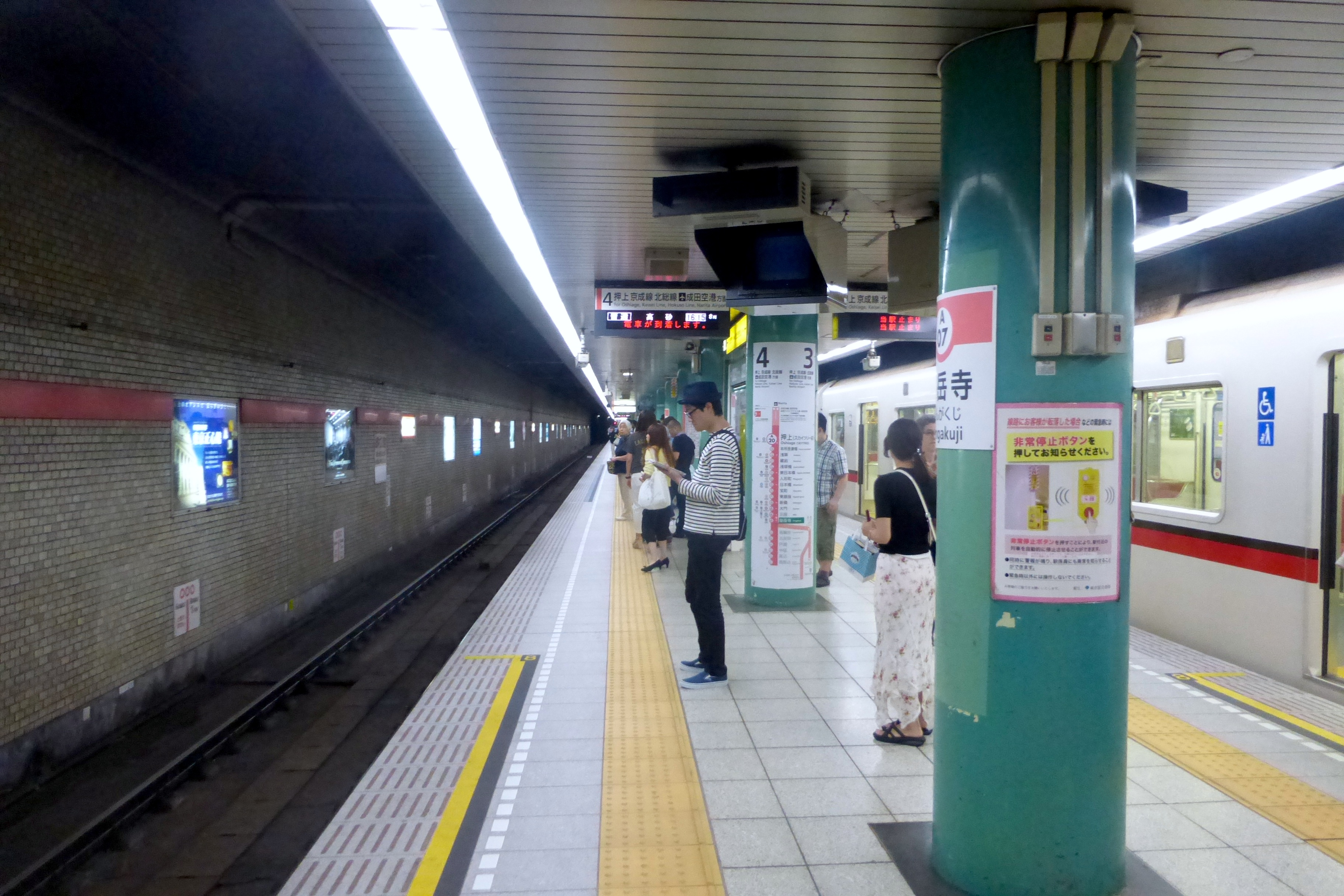
Quai de la station

  - voie 1 : direction Shinagawa et l'aéroport de Haneda
- Ligne Asakusa :
  - voie 2 : direction Nishi-Magome
  - voies 3 et 4 : direction Oshiage (interconnexion avec la ligne principale Keisei pour Inba-Nihon-Idai, Shibayama-Chiyoda ou l'aéroport de Narita)

## A proximité
Le Sengaku-ji, qui donne son nom à la station.